# Xã Pleasant, Quận Allen, Indiana
Xã Pleasant (tiếng Anh: Pleasant Township) là một xã thuộc quận Allen, tiểu bang Indiana, Hoa Kỳ. Năm 2010, dân số của xã này là 3.312 người.